# Quartieri di Matera
I quartieri di Matera sono le suddivisioni della città lucana.
Oltre al centro storico, comprendono i rioni sorti nella città lucana, in seguito alla Legge n. 619 del 17 maggio 1952 e altre leggi successive, con le quali veniva disposto il risanamento dei rioni dei "Sassi" e la costruzione di nuovi rioni nella cosiddetta città del piano dove furono inizialmente trasferiti gli abitanti dei Sassi, e dove in seguito ha avuto luogo l'espansione demografica della città.

## Centro storico
- Sassi di Matera:
  - Sasso Caveoso
  - Sasso Barisano

- Civita: è uno sperone che divide i due Sassi e che costituisce il nucleo più antico della città. Vi si trova la cattedrale di Matera.[1]

- Piano: costituisce la parte barocca e ottocentesca della città, e si sviluppa attorno a Piazza Vittorio Veneto e a Via del Corso, dove sono presenti diverse chiese e palazzi, testimoni della prosperità della città nei secoli XVII e XVIII.[2]

## Quartiericittà del piano

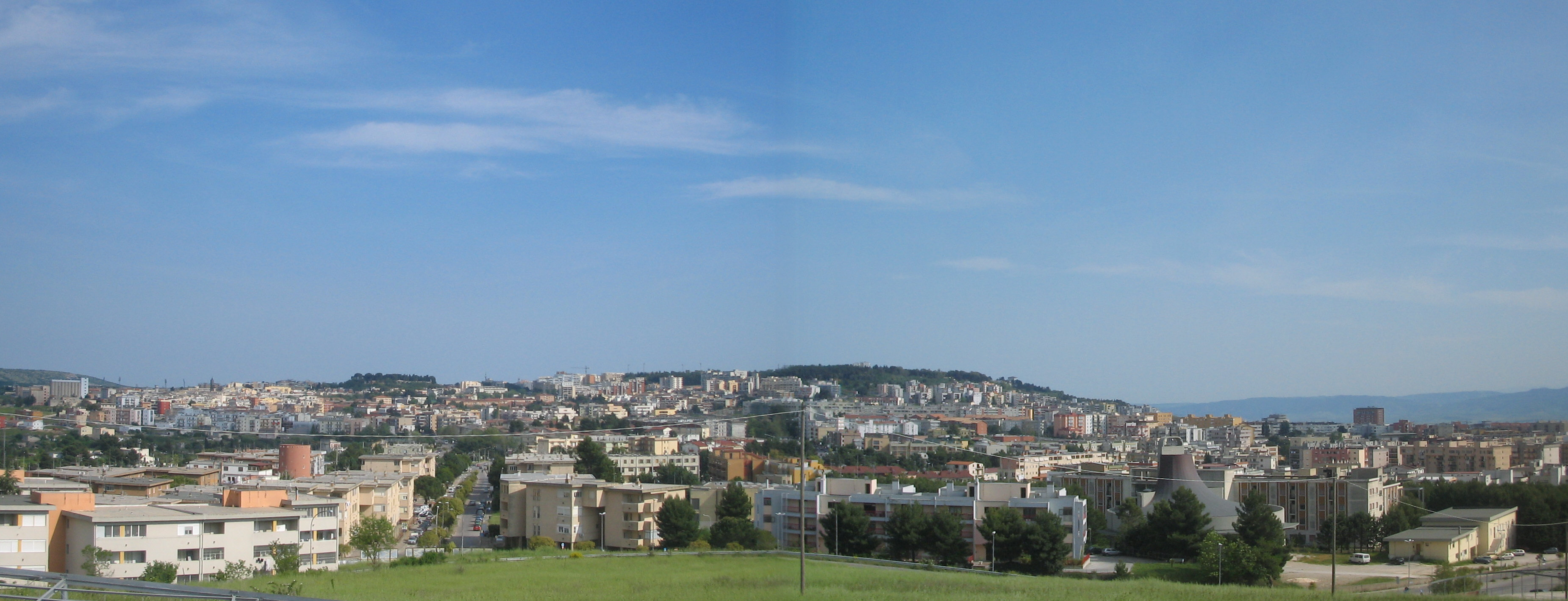
Panoramica della zona nord della città dalla collina di Serra Rifusa

Negli anni immediatamente successivi allo sgombero degli antichi rioni Sassi la città di Matera divenne un autentico laboratorio; nacque la Commissione per lo studio della città e dell'agro di Matera, promossa dall'UNRRA-CASAS ed istituita da Adriano Olivetti, presidente dell'Istituto Nazionale di Urbanistica e dal sociologo Friedrich G. Friedmann, che si avvaleva di esperti in diverse discipline quali storia, demografia, economia, urbanistica, paleoetnologia, sociologia, ed intervennero esponenti prestigiosi dell'urbanistica italiana, per progettare e creare quartieri che riprendessero il più possibile i modelli di vita sociale dei Sassi. I quartieri nati a partire da quella data, caratterizzati da ampia dotazione di spazi pubblici, di servizi e da una buona qualità del disegno urbano, sono i seguenti:
- Rione Serra Venerdì, il primo in ordine di tempo. Fu progettato, come anche il rione Platani, dall'architetto Luigi Piccinato, autore anche del primo Piano Regolatore Generale della città. Quartiere popolare, situato in una zona divenuta ormai semicentrale su una collina con numerosi spazi verdi tra cui la pineta che prende il nome del rione stesso; all'interno del rione vi sono diversi impianti sportivi: il Campo scuola di atletica leggera del CONI, i campi del Circolo Tennis e l'impianto del PalaSassi comprendente un campo da basket e volley con capienza di 2000 posti a sedere nonché la piscina comunale. Il rione è sede di una scuola elementare in Piazza Nitti, del Liceo Classico Statale Duni, del Liceo Scientifico Statale D. Alighieri e dell'Istituto Tecnico Commerciale Statale A. Loperfido e al suo interno si trova anche la caserma della Guardia di Finanza Vincenzo Rutigliano.
- Borgo La Martella, sorto a valle ad alcuni chilometri di distanza dalla città. Dopo una prima ipotesi dell'architetto materano Ettore Stella, interrotta dalla sua prematura scomparsa, il progetto fu affidato al gruppo dell'architetto romano Ludovico Quaroni. Di grande interesse la Chiesa del borgo, progettata dallo stesso architetto Quaroni. Alla fine degli anni novanta il borgo ha in parte cambiato volto a seguito della nascita del complesso residenziale Ecopolis. Vi si trova inoltre il secondo campo sportivo calcistico cittadino, e nei pressi del borgo vi è la zona industriale di Matera.

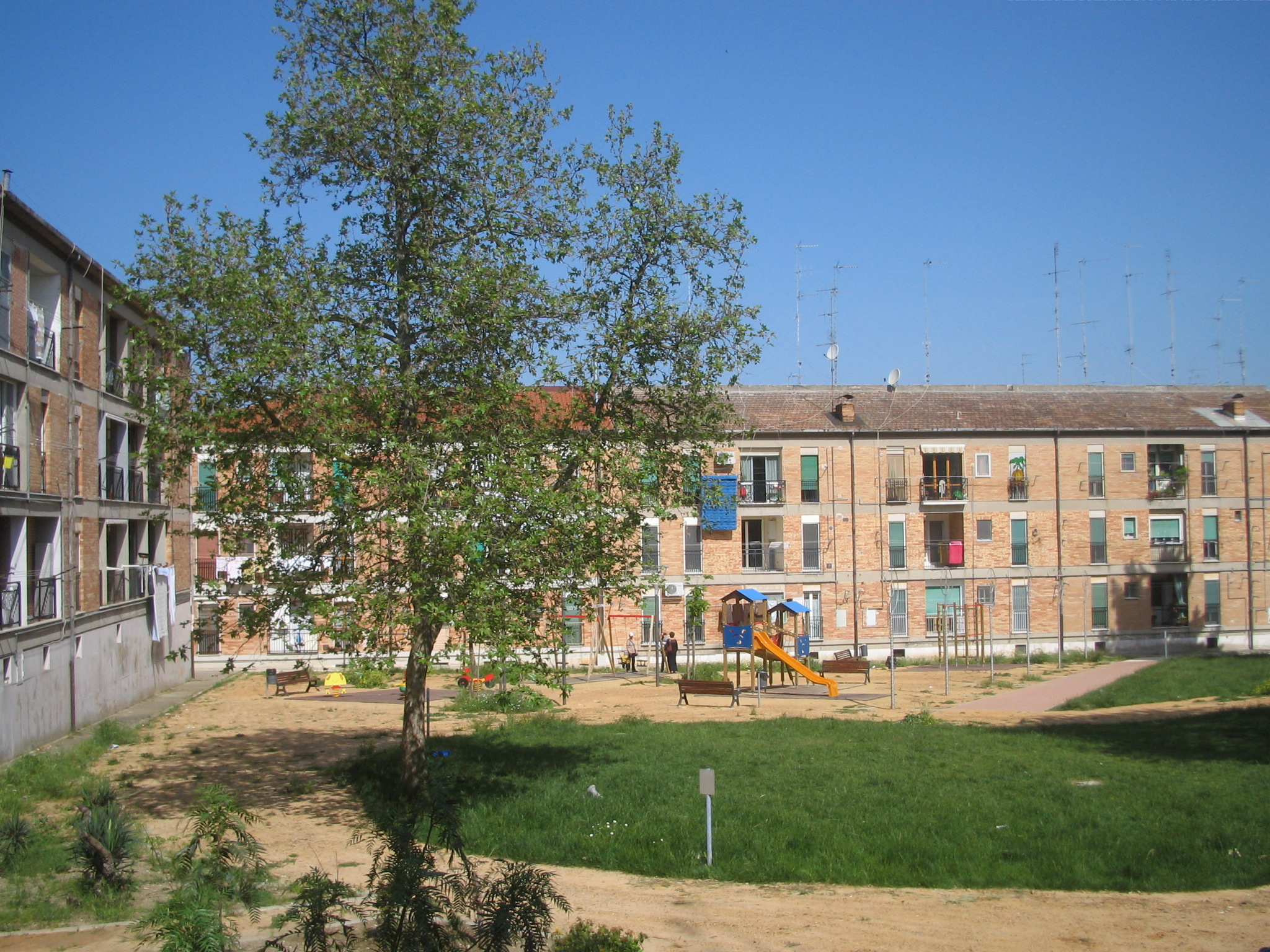
Abitazioni e parco giochi al rione Spine Bianche

- Rione Spine Bianche, come il borgo precedente, è opera di grande importanza della corrente Neorealista del Razionalismo italiano, e fu progettato dal gruppo guidato dall'architetto Carlo Aymonino. Alcuni edifici, come la cosiddetta Casa di Matera[3], che, sita sull'odierna via Petrarca, si affaccia sulla piazza della chiesa, furono progettati dall'architetto Giancarlo De Carlo. Chiamato anche dai materani Bottiglione (dal nome di un'impresa costruttrice), il quartiere fu costruito interamente in cotto, con linee esterne di straordinaria semplicità, ed al centro sorge la Parrocchia di San Pio X, i servizi ed alcune scuole. Vi si trova anche una statua di Alcide De Gasperi, all'epoca capo del Governo che firmò la prima legge per lo sfollamento ed il risanamento dei Sassi.
- Rione Villalongo, sorto per iniziativa dell'INA-Casa nella zona settentrionale della città, nei pressi dell'uscita sulla strada statale in direzione di Altamura. Vi si trova una delle principali stazioni cittadine delle Ferrovie Appulo Lucane.
- Rione Piccianello, quartiere popolare sorto già negli anni trenta, sito nei pressi dello Stadio XXI Settembre - Franco Salerno e porta di ingresso della città dal lato est, acquista la sua massima visibilità in occasione della festa patronale della Madonna della Bruna, in quanto la processione della Madonna sul carro in cartapesta parte proprio dalla Chiesa parrocchiale del quartiere dedicata alla Santissima Annunziata. Vi ha sede uno dei due mercati ortofrutticoli cittadini (l'altro si trova in pieno centro).
- Rione San Pardo, collocato tra Piccianello e Villalongo, costituisce la periferia orientale della città e proprio la strada che dà il nome al rione, Via San Pardo, confluisce nella Strada Statale 7. Il rione è sede della scuola elementare in Via Mario Rosario Greco e fino al 2002 ha ospitato le classi del biennio dell'Istituto Tecnico Industriale Statale G.B. Pentasuglia fino al completo trasferimento delle classi nel complesso di Via Mattei nel Rione San Giacomo. Proprio l'edificio dell'ex ITIS, è diventato un complesso abitativo e il mulino di Via San Vito(Alvino) si è trasformato in una sala ricevimenti, purtroppo la Barilla e da oltre vent'anni in stato di abbandono.
- Rione Lanera, in posizione elevata su una delle colline più alte della città lungo la circonvallazione ovest e nei pressi della collina del castello, fu progettato dall'ing. Marcello Fabbri e dall'arch. Coppa. Parrocchia del quartiere è la Chiesa di Sant'Antonio da Padova, sorta insieme al complesso del Villaggio del fanciullo, ed inoltre nel quartiere sorge il vecchio Ospedale civile (che oggi in parte ospita gli uffici della Regione Basilicata), trasferitosi in un'area più a sud della città nei primi anni duemila. Vi si trova anche il secondo palazzetto dello sport cittadino.
- Rione Agna, nato inizialmente come borgo rurale all'estrema periferia sud e poi congiuntosi al resto della città ed al rione Cappuccini, con case ad un piano circondate da terreni coltivabili, fu progettato dal Genio civile. Ruolo centrale di tutto il comprensorio è svolto dalla Parrocchia dedicata a Sant'Agnese ed a San Luigi da Montfort. Nel corso dei decenni successivi la zona abitata si è allargata sempre più, comprendendo le contrade circostanti di San Francesco e La Specchia, divenute zone residenziali, e Le Piane, quartiere recente costituito da edilizia in parte privata ed in parte popolare.
- Borgo Venusio, anch'esso come il Borgo La Martella situato a qualche chilometro dalla città e nato come borgo rurale. Progettato dall'architetto Piccinato lungo la strada statale in direzione di Altamura, oggi è in fase di grande stravolgimento, ospitando il più grande centro commerciale della città e nuovi complessi residenziali ed alberghieri.

## I quartieri moderni
A partire dai primi anni settanta cominciarono a nascere nuove zone di espansione. Tale espansione ha allungato notevolmente la pianta della città, che oggi appare stretta e lunga e sviluppata sull'asse nord-sud, in quanto ad est vi è l'ostacolo naturale della Gravina, mentre ad ovest vi sono i versanti più scoscesi delle colline che degradano verso la valle del Bradano. I quartieri sorti in questi anni sono:

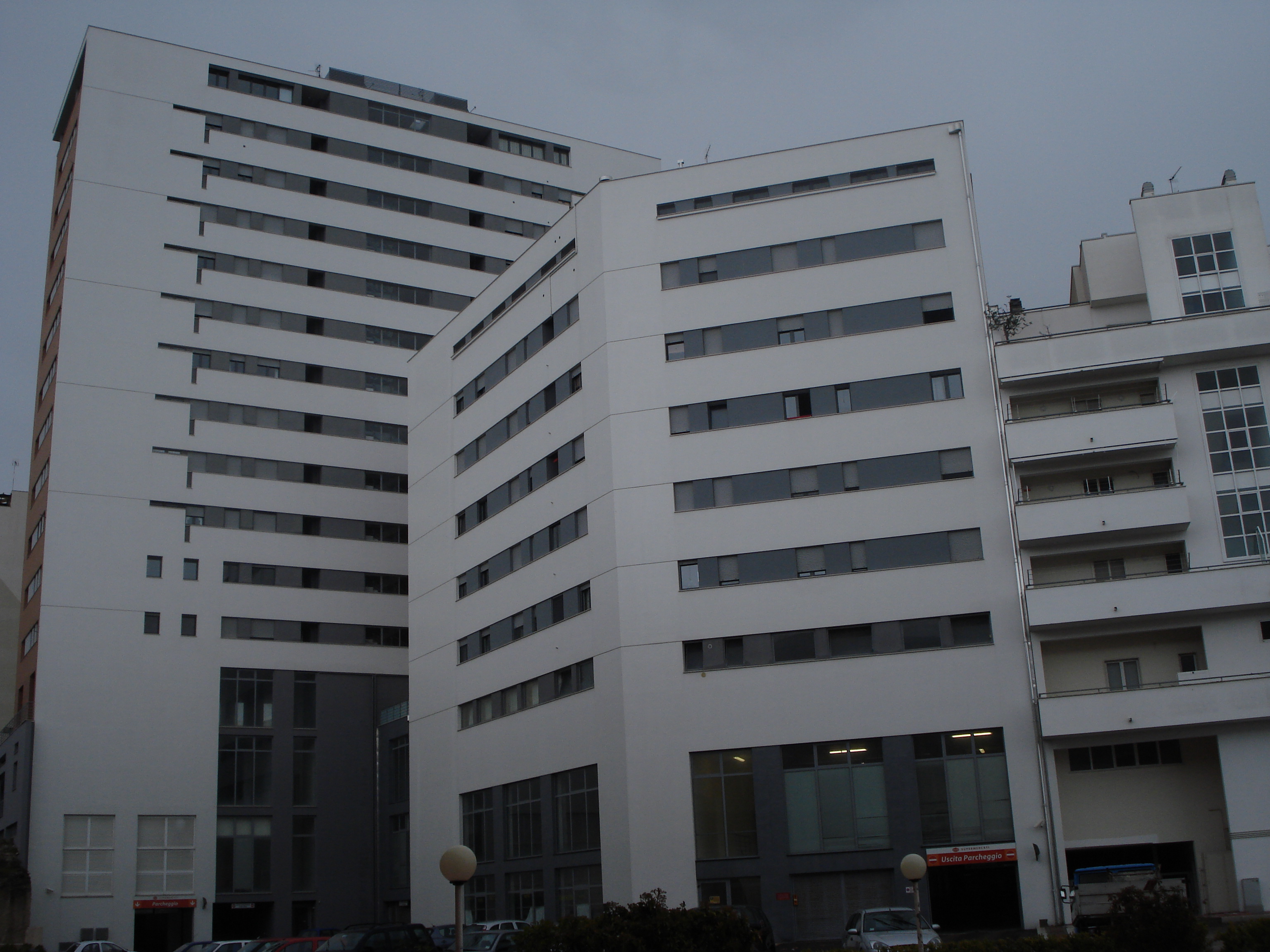
Il Grattacielo di Matera, caratteristica della Zona 33 e della nuova Matera

- Rione San Giacomo, situato nella zona settentrionale della città, è attualmente il più popoloso. Al suo interno vi sono l'omonima Parrocchia di San Giacomo, l'Istituto Tecnico Industriale Statale "G.B. Pentasuglia", una sede dell'Istituto Tecnico Commerciale "Loperfido-Olivetti" e un centro commerciale. Per decenni il rione San Giacomo è stato sede del mercato settimanale del sabato mattina che nell'estate del 2015 è stato spostato, dopo lunghe controversie, nella Zona PAIP della città.
- Rione Serra Rifusa, all'estrema periferia nord dell'abitato, ai piedi dell'omonima collina dove sorgono numerose villette, mentre è in fase di attuazione il Parco del quartiere. Vi si trova anche una tensostruttura comunale.
- Rione Pini, sorto su una collina a ridosso del centro storico con pini maestosi dai quali prende il nome, è uno dei più panoramici della città con una spettacolare vista da un lato sui Sassi e sulla Gravina, e dal lato opposto verso la valle del Bradano. Quartiere in parte di edilizia popolare, nella sua zona più vecchia, ed in parte privata.
- Matera 2000, nacque nella seconda metà degli anni novanta alla periferia nord, oltre il rione San Giacomo. Vi è un importante centro commerciale, mentre alla sua estremità vi sono nuove zone di espansione residenziale ai margini della collina di Serra Rifusa, denominate Aquarium, L'Arco e Parco Giada.

Capitolo a parte meritano due aree sorte nell'ultimo decennio, che hanno parzialmente modificato la precedente linea evolutiva regolare dell'urbanistica della città, in quanto sono state caratterizzate da edifici sproporzionati in altezza.  Queste sono:
- Centro direzionale, in pieno centro cittadino, alle spalle del palazzo comunale e del Tribunale. Ospita uffici, negozi ed abitazioni, e come detto si differenzia dal resto della città per la notevole crescita in altezza degli edifici, oltre alla riduzione degli spazi verdi comuni. Vi è al suo interno il parco centrale Macamarda per far fronte almeno parzialmente a tale mancanza.
- Zona 33 di Via La Martella. Ha le stesse caratteristiche del centro direzionale, tranne che per il fatto che si trova alla periferia ovest dell'abitato, lungo la strada che proviene dall'omonimo borgo e nei pressi della zona PAIP, area artigianale di Matera. Al suo centro vi è il cosiddetto grattacielo di Via La Martella, un palazzo di 13 piani più tre sotterranei, identificato con il nome di "Grattacielo" dai Materani essendo il più alto della città. Il palazzo si trova a 340 m s.l.m. ed è un simbolo della fagocitazione della città nuova a discapito degli agri rurali che giungevano fin dentro la città stessa.